# Wereldkampioenschappen schaatsen afstanden 2024 - 1000 meter mannen
De 1000 meter mannen op de wereldkampioenschappen schaatsen afstanden 2024 werd gereden op zaterdag 17 februari 2024 in de Olympic Oval in Calgary, Canada.
Titelverdediger was Jordan Stolz.

## Uitslag
| #      | Schaatser                   | Land             | Tijd       | Verschil | Rit  |
| ------ | --------------------------- | ---------------- | ---------- | -------- | ---- |
| Goud   | Jordan Stolz                | Verenigde Staten | 1.06,05 BR | -        | 12 O |
| Zilver | Ning Zhongyan               | China            | 1.06,53 PR | + 0,48   | 10 O |
| Brons  | Kjeld Nuis                  | Nederland        | 1.06,80    | + 0,75   | 9 O  |
| 4      | Laurent Dubreuil            | Canada           | 1.07,04    | + 0,99   | 3 O  |
| 5      | Tim Prins                   | Nederland        | 1.07,16    | + 1,11   | 12 I |
| 6      | Tatsuya Shinhama            | Japan            | 1.07,34    | + 1,29   | 10 I |
| 7      | Damian Żurek                | Polen            | 1.07,44 PR | + 1,39   | 8 I  |
| 8      | Ryota Kojima                | Japan            | 1.07,47    | + 1,42   | 6 O  |
| 9      | Marten Liiv                 | Estland          | 1.07,53(1) | + 1,48   | 11 I |
| 10     | David Bosa                  | Italië           | 1.07,53(5) | + 1,48   | 7 O  |
| 11     | Taiyo Nonomura              | Japan            | 1.07,54    | + 1,49   | 7 I  |
| 12     | Piotr Michalski             | Polen            | 1.07,58    | + 1,53   | 3 I  |
| 13     | Hendrik Dombek              | Duitsland        | 1.07,63 PR | + 1,58   | 9 I  |
| 14     | Håvard Holmefjord Lorentzen | Noorwegen        | 1.07,66    | + 1,61   | 11 O |
| 15     | Moritz Klein                | Duitsland        | 1.07,75    | + 1,69   | 8 O  |
| 16     | Jenning de Boo              | Nederland        | 1.07,89    | + 1,84   | 4 I  |
| 17     | Cooper McLeod               | Verenigde Staten | 1.08,09    | + 2,04   | 5 O  |
| 18     | Mathias Vosté               | België           | 1.08,11    | + 2,06   | 1 O  |
| 19     | Connor Howe                 | Canada           | 1.08,32    | + 2,27   | 6 I  |
| 20     | Cho Sang-hyeok              | Zuid-Korea       | 1.08,38    | + 2,33   | 1 I  |
| 21     | Vincent De Haître           | Canada           | 1.08,43    | + 2,38   | 5 I  |
| 22     | Kim Tae-yun                 | Zuid-Korea       | 1.08,52    | + 2,47   | 2 O  |
| 23     | Bjørn Magnussen             | Noorwegen        | 1.08,61    | + 2,56   | 2 I  |
| 24     | Conor McDermott-Mostowy     | Verenigde Staten | 1.08,99    | + 2,94   | 4 O  |

## IJs- en klimaatcondities
|                  | Start  | Eind |
| ---------------- | ------ | ---- |
| Tijd             | 14:48  |      |
| Luchttemperatuur | 17,8°C |      |
| IJstemperatuur   | -8,2°C |      |
| Luchtvochtigheid | 28,0%  |      |

1996 · 
1997 · 
1998 · 
1999 · 
2000 · 
2001 · 
2003 · 
2004 · 
2005 · 
2007 · 
2008 · 
2009 · 
2011 · 
2012 · 
2013 · 
2015 · 
2016 · 
2017 · 
2019 ·
2020 ·
2021 ·
2023 ·
2024 ·
2025